# JULIE
『JULIE』（ジュリー）は、日本の歌手である沢田研二の1作目となるオリジナル・アルバム。
1969年12月15日にポリドール （現ユニバーサルミュージック）からLP盤でリリースされた。
その後CD化され、1991年と1996年に東芝EMIから、また2005年にはユニバーサルミュージックから再リリースされている。

## 解説
自身のニックネームを冠した本作は、沢田研二として初のソロアルバムである。1967年のデビュー以来、社会現象になるほどの高い人気を誇ったザ・タイガースであるが、1969年3月に加橋かつみが脱退し、さらに音楽業界全体に変化の波が訪れる中で、急速にその人気を低下させていった。同年、発売された本作はタイガースのメンバーにとって初のソロ作品で、沢田がタイガース時代にリリースした唯一のソロ作品でもある。そして1971年にタイガースは解散し、沢田はPYG、ソロへと活動形態を変化させていくこととなる。
作詞、作曲、編曲は全てタイガースでも共演歴のある安井かずみ、村井邦彦、東海林修が全曲を担当している。「君を許す」はタイガースのシングル曲としてもリリースされており、「誰もとめはしない」はタイガースとしても録音されている（当時未発表）。
なお、本作は1970年1月5日付でスタートしたオリコンLPチャートの第1回に2位でランクインしている（1位は森進一の「花と涙/森進一のすべて」）。発売前の予約だけで15万枚。LPは1万枚売れればヒットとされていた時代に発売後1ヶ月で10万枚を記録した。

## 収録曲
全曲、作詞：安井かずみ／作曲：村井邦彦／編曲：東海林修
1. 君を許す
2. ビロードの風
3. 誰もとめはしない
4. 愛のプレリュード
5. 光と花の思い出
6. バラを捨てて
7. 君をさがして
8. 未知の友へ
9. ひとりぼっちのバラード
10. 雨の日の出来事…
11. マイ・ラブ
12. 愛の世界のために

## 脚註
1. 1 2  磯前順一『ザ・タイガース 世界はボクらを待っていた』集英社（集英社新書）、2013年、229頁。ISBN 978-4-08-720714-9
2. ↑  近代映画　近代映画社　1970年2月号　79頁。